# عضلة رافعة الجفن العلوية

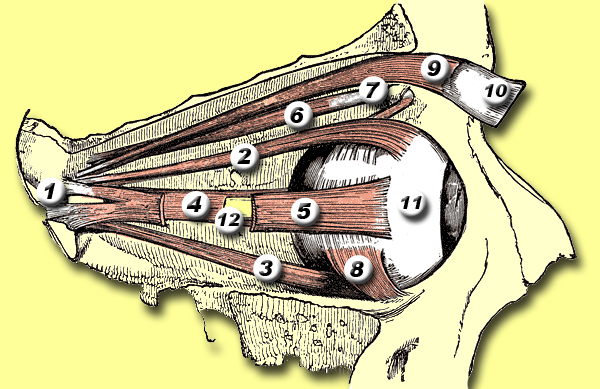
العضلة رافعة الجفن العلوي تأخذ الرقم 9

العضلة رافعة الجفن العلوية (باللاتينية: musculus levator palpebrae superioris) (بالإنجليزية: Levator palpebrae superioris muscle)‏ عضلة مخططة من عضلات العين تقوم برفع الجفن العلوي.